# Lékařský předpis

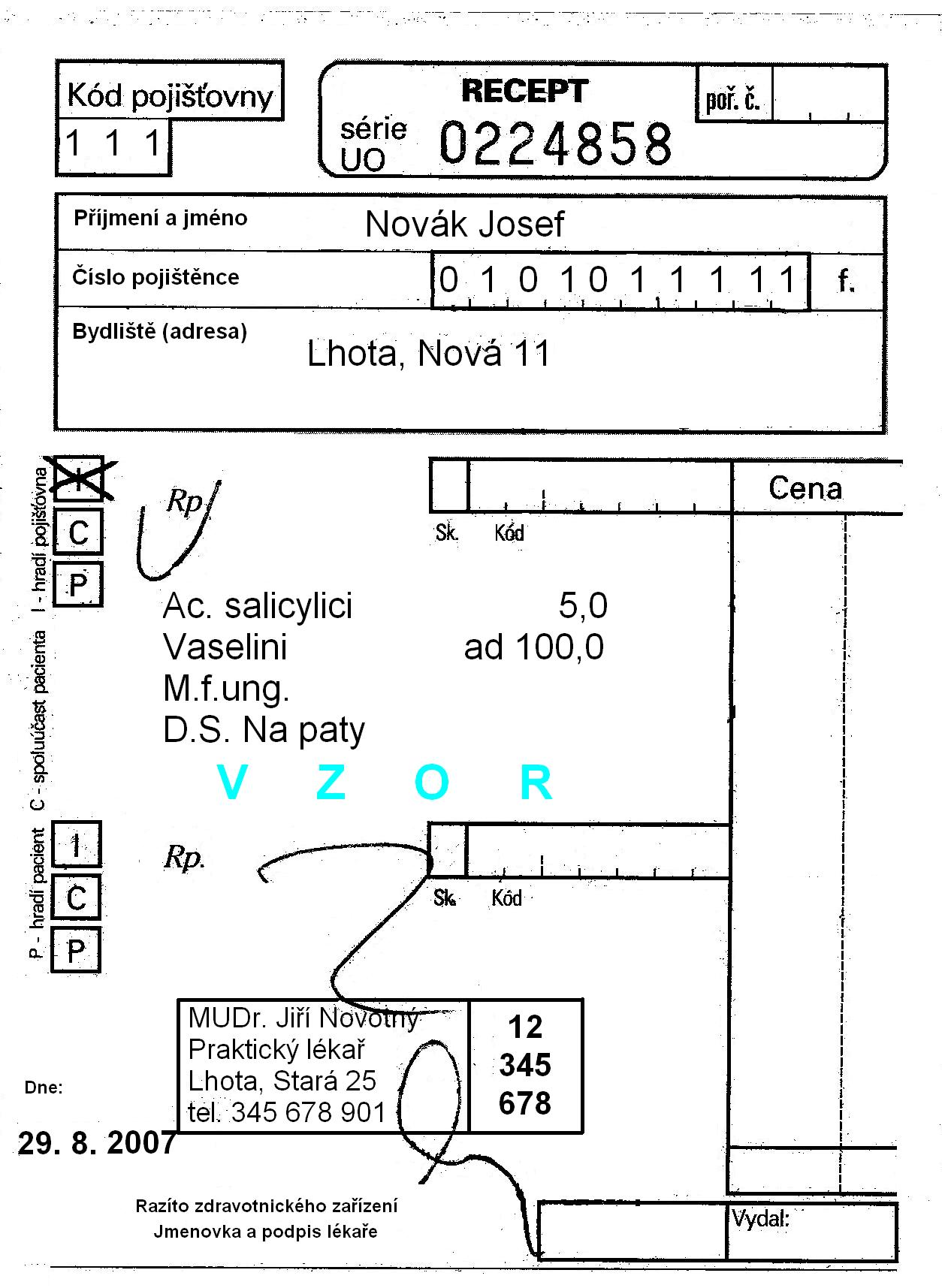
Vzor lékařského předpisu, používaný v ČR

Lékařský předpis (běžně též recept, zastarale také recepis) je dokument, kterým lékař žádá lékárníka o vydání (případně též přípravu) léčivého přípravku pacientovi.
Nejedná se však jen o právní dokument, ale zároveň slouží i jako účetní doklad k proplacení přípravku zdravotní pojišťovnou.

## Části receptu
- Inscriptio – nadpis, záhlaví. Obsahuje název příslušného zdravotnického zařízení a jeho evidenční číslo.
- Nomen et personalia aegroti – osobní údaje o nemocném. Zde se zaznamenává jméno pacienta, rodné číslo a bydliště.
- Invocatio – oslovení. Vyjadřuje se zkratkou Rp., která znamená Recipe, tj. vezmi.
- Ordinatio – příkaz, vlastní předpis. Skládá se ze tří částí.
- Datum – datum. Časový údaj o vystavení předpisu vymezuje dobu jeho platnosti.
- Sigillum et nomen medici – razítko a jméno lékaře.

V anglosaských zemích se místo Rp. používá symbol ℞ (v přepisu Rx).

## Vlastní předpis
Předpisy se píší podle ustálených pravidel (a podle vyhlášky) v jazyce latinském.

Preskripční symbol v anglosaských zemích

Praescriptio (compositio) - u hromadně vyráběných léčebných přípravků se na tomto místě uvádí název léku. U léku připravovaných individuálně se vypisují názvy jednotlivých léčebných látek a jejich množství.
Subscriptio - zahrnuje podrobnější pokyny pro lékárníka, týkající se především úpravy a způsobu vydání léku. K jejich formulaci se obvykle užívá ustálených latinských zkratek. Názvy látek jsou v genitivu (2. pádě), např. acidi salicylici grammata quinque = pět gramů kyseliny salicylové.
Hmotnost se uvádí v gramech, přičemž jednotky se neuvádějí. Užívají-li se jednotky jako počet kapek, počet balení apod., používají se římské číslice. Množství větší než I se uvede navíc ještě latinsky slovy.
Signatura - označení. Poskytuje pacientovi poučení o používání léku. Vyplňuje se česky, ale uvedena je latinskými zkratkami D.S. (da, signa nebo detur, signetur = vydej, označ nebo ať je vydáno, ať je označeno). Signatura by neměla být příliš obecná (např. zevně).

### Příklady
| Předpis                                                                   | Čtení | Překlad |
| Hromadně vyráběný přípravek                                               | Hromadně vyráběný přípravek                                                                                                | Hromadně vyráběný přípravek                                                                                       |
| ------------------------------------------------------------------------- | --- | --- |
| Rp. Acylpyrin tbl. 10x500 mg Exp. orig. No II (duas) D.S. Při horečce 3x1 | Recipe Acylpyrin tbl. 10x500 mg Expeditiones originales numero duas Da. Signa: Při horečce 3x1                             | Vezmi Acylpyrin tbl. 10x500 mg Dvě originální balení Vydej. Označ: Při horečce 3x1                                |
| Individuálně připravovaný přípravek                                       | | |
| Rp. Ac. salic. 5,0 Vaselini ad 100,0 M.f.ung. D.S. Mast na ztvrdlou kůži  | Recipe Acidi salicylici grammata quinque Vaselini ad grammata centum Misce fiat unguentum Da. Signa: Mast na ztvrdlou kůži | Vezmi kyselinu salicylovou 5,0 g vazelínu do 100,0 g Smíchej, ať vznikne mast Vydej. Označ: Mast na ztvrdlou kůži |

### Další podmínky předepisování
Na jednom recepturním tiskopisu mohou být předepsány nejvýše dva druhy léčivých přípravků. Od jednoho druhu přípravku je možné na recept předepsat léky na maximálně 3 měsíce. Jsou-li předepsány dva přípravky, oddělí se na receptu křížkem (#). Je-li předepsán jeden přípravek, prázdné místo se proškrtne.
Nesouhlasí-li lékař se záměnou za jiný přípravek se shodným složením a trvá na vydání předepsaného přípravku, vyznačí tuto skutečnost na receptu slovy Nezaměňovat.
Záměrné překročení nejvyšší dávky léčivého přípravku určené Českým lékopisem se vyznačí vykřičníkem (!). Překročená nejvyšší dávka musí být vypsána slovy v latinském jazyce. V opačném případě musí lékárník před přípravou a vydáním přípravku uvést věc do souladu s tímto opatřením (kontaktovat lékaře, případně upravit na obvyklou terapeutickou dávku).
Pokud lékař chce, aby pacient lék platil sám, musí napsat k přípravku Hradí nemocný.
Ve výjimečných situacích (v případě ohrožení pacienta) může lékař předepsat léčivý přípravek na libovolný list papíru s poznámkou Periculum in mora! (Nebezpečí z prodlení!, takový recept platí den po dni vypsání).

## Výpis z receptu
Nemá-li lékárna předepsaný počet balení nebo jestliže na receptu jsou předepsány dva druhy léčivých přípravků a není-li jeden z nich k dispozici ani nemůže být urychleně obstarán, vystaví lékárník na chybějící přípravek výpis z receptu. Obdobně se postupuje v případě opakovaného výdeje, pokud je recept nezbytným dokladem pro účely kontroly.
Výpis musí obsahovat náležitosti původního receptu. Na výpisu se uvádí Poplatek vybrán či Poplatek nevybrán, pokud není uvedeno, má se za to, že regulační poplatek vybrán byl a nevybírá se. Na původním receptu se uvede poznámka Pořízen výpis.
Ustanovení o době platnosti receptu se s výjimkou opakovaných výdejů vztahuje i na výpis z receptu; doba platnosti výpisu je 14 kalendářních dní a se počítá ode dne jeho vystavení.

## Návykové látky
Přípravky obsahující vyjmenované návykové látky (konkrétně omamné látky skupiny I a psychotropní látky skupiny II) se předepisují na speciální recepturní formuláře s modrým pruhem, které podléhají přísnějšímu režimu a evidenci. Tyto recepty vyhotovuje lékař ve 3 provedeních s tím, že jedna kopie zůstává u něj, jedna v lékárně a originál ve zdravotní pojišťovně (je-li přípravek hrazen ze zdravotního pojištění). Tiskopisy jsou rovněž evidovány, pro zdravotnická zařízení je zajišťují obecní úřady s rozšířenou působností.
Na receptu s modrým pruhem může být předepsán pouze jeden druh léčivého přípravku.

## Platnost receptů
- Elektronický recept má platnost 14 kalendářních dnů počínaje dnem následujícím po dni jeho vystavení, neurčí-li předepisující lékař jinak, nejdéle však 1 rok.
- Elektronický recept, který obsahuje příznak „vysoce návyková látka“, má platnost 14 kalendářních dnů počínaje dnem následujícím po dni jeho vystavení, neurčí-li předepisující lékař jinak, nejdéle však 30 kalendářních dnů.
- Elektronický recept, který obsahuje příznak „opakovací recept“, má platnost 6 měsíců počínaje dnem po dni jeho vystavení, neurčí-li předepisující lékař jinak, nejdéle však 1 rok.
- Elektronický recept, který obsahuje příznak „Neodkladná péče“ podle § 5 odst. 1 písm. c) bodu 2 nebo příznak „Pohotovost“ podle § 5 odst. 1 písm. c) bodu 3, má platnost nejdéle do konce prvního dne následujícího po dni jeho vystavení.[2]

## Elektronický recept
Od roku 2008 zavádí zákon o léčivech nově také možnost vystavovat recepty v elektronické podobě. Tento způsob spočívá v tom, že lékař vystaví recept na počítači, odkud jej odešle do Centrálního úložiště elektronických receptů, které zřizuje a provozuje Státní ústav pro kontrolu léčiv. Centrální úložiště přidělí receptu identifikační kód, který lékař sdělí pacientovi. S tímto kódem si pak lékárník při výdeji přípravku vyzvedne recept z úložiště.

## Legislativa
- Zákon č. 378/2007 Sb., o léčivech a o změnách některých souvisejících zákonů (zákon o léčivech)[3]
- Zákon č. 167/1998 Sb., o návykových látkách a o změně některých dalších zákonů[4]
- Vyhláška 54/2008 Sb., o způsobu předepisování léčivých přípravků, údajích uváděných na lékařském předpisu a o pravidlech používání lékařských předpisů[5]